# Emma Hack
Emma Hack (født 1972) er en australsk billedkunstner kendt for sine fotografier af bemalede nøgne menneskekroppe, der glider sammen med en mønstret baggrund og skaber en kamæleon-agtig camouflage-effekt.
Hendes teknik var udviklet i de tidlige 2000'er og inspireret af Florence Broadhursts tapetdesign.
Teknikken blev vidt eksponeret gennem musikvideoen til Gotyes hit Somebody That I Used to Know.
Hun har tidligere arbejdet med gruppen The Audreys i videoen til sangen Paradise City.
Hendes seneste arbejder inkorporerer også dyr.
Som pioner inden for hendes kunstform nævner Hack Veruschka.